# غلامرضا تاجگردون
غلامرضا تاجگردون (زادهٔ ۱۳۴۵) سیاستمدار، اقتصاددان و مدرس دانشگاه ایرانی است که هم‌اکنون در دوره دوازدهم مجلس شورای اسلامی به‌عنوان نماینده حوزه انتخابیه گچساران و باشت فعالیت می‌کند.
وی پیش‌تر در دوره‌های نهم و دهم، به‌عنوان نماینده گچساران و باشت در مجلس شورای اسلامی حضور داشت. در دوره یازدهم مجلس با وجود تایید صلاحیت از شورای نگهبان و پیروزی در انتخابات، اعتبارنامه وی در مجلس رد شد.
اما مجددا صلاحیت او برای نامزدی در انتخابات دوره دوازدهم مجلس، توسط شورای نگهبان تأیید و با حدود ۶۱ درصد از کل آرا ماخوذه که بیشترین درصد رای  در سطح کشور بود در انتخابات پیروز و به عنوان وکیل مردم گچساران و باشت در دوازدهمین دوره مجلس انتخاب شد.
وی مدرک کارشناسی ارشد سیستم‌های اقتصادی از دانشگاه شهید بهشتی را دارد و فعالیت شغلی خود را از سال ۱۳۶۸ در وزارت امور اقتصادی و دارایی آغاز کرد. او از ۱۳۶۹ تا ۱۳۷۰ مدیرکل دفتر تحقیقات و سیاست‌های مالی این وزارتخانه بود و از ۱۳۷۱ تا ۱۳۷۳ ریاست سازمان مدیریت و برنامه‌ریزی استان کهگیلویه و بویراحمد و از ۱۳۷۳ تا ۱۳۸۰ نیز ریاست سازمان مدیریت استان فارس را برعهده داشت. از ۱۳۸۰ تا ۱۳۸۳ معاون امور مجلس و استان‌ها و از ۱۳۸۳ تا ۱۳۸۴ معاون امور اقتصادی و هماهنگی برنامه و بودجه سازمان مدیریت و برنامه‌ریزی کشور بود. نامه مخفیانه عبدالعلی رحیمی مظفری به او در جریان رد اعتبارنامه وی، انتقادات هر دو جریان اصولگرا و اصلاح‌طلب را در پی داشت. او در سال ۱۳۸۶ عضو هیئت مدیرهٔ شرکت پتروشیمی گچساران، یکی از زیرمجموعه‌های صنایع پتروشیمی خلیج فارس بوده‌است.

## زندگی‌نامه
غلامرضا تاجگردون در تابستان ۱۳۴۵ در گچساران به دنیا آمد. خانواده‌اش در اوایل دههٔ ۱۳۴۰ از باشت به گچساران آمدند. برادر او احمدرضا تاجگردون از شهدای دفاع مقدس در شهرستان گچساران است. او تا مقطع ابتدایی در مدرسه نظامی تحصیل کرد و در سال ۱۳۶۳ وارد دانشگاه شهید بهشتی شد و مدرک کارشناسی اقتصاد نظری را در سال ۱۳۶۷ دریافت نمود، سپس در سال ۱۳۷۰ نیز کارشناسی ارشد برنامه‌ریزی سیستم‌های اقتصادی را از همین دانشگاه دریافت نمود. تاجگردون از سال ۱۳۶۸ کار در وزارت امور اقتصادی و دارایی را آغاز کرد.

## سوابق دولتی
تاجگردون بین ۱۳۶۹ تا ۱۳۷۰ مدیرکل دفتر تحقیقات و سیاست‌های مالی، وزارت امور اقتصادی و دارایی، سپس از ۱۳۷۱ تا ۱۳۷۳ رئیس سازمان مدیریت و برنامه‌ریزی استان کهگیلویه و بویراحمد، و متعاقباً از ۱۳۷۳ تا ۱۳۸۰ رئیس سازمان مدیریت و برنامه‌ریزی استان فارس بود. در دولت دوم سید محمد خاتمی تاجگردون از ۱۳۸۰ تا ۱۳۸۳ وی معاون امور مجلس و استان‌ها و سپس از ۱۳۸۳ تا ۱۳۸۴ معاون امور اقتصادی و هماهنگی برنامه و بودجه سازمان مدیریت و برنامه‌ریزی کشور بود. از ۱۳۸۴ تا ۱۳۸۵ او مشاور رئیس سازمان مدیریت و برنامه‌ریزی کشور بود. تاجگردون از ۱۳۷۲ تا ۱۳۷۷ رئیس دانشگاه پیام نور گچساران بود و عضو هیئت علمی مؤسسه عالی آموزش و پژوهش مدیریت و برنامه‌ریزی است.

## نمایندگی مجلس
غلامرضا تاجگردون نخستین بار در سال ۱۳۸۴ در انتخابات میان‌دوره‌ای مجلس هفتم شرکت کرد، اما شورای نگهبان صلاحیت او را رد کرد. وی همچنین در سال ۱۳۸۶ در انتخابات مجلس هشتم نیز کاندید شد، اما شکست خورد و از ورود به مجلس بازماند.
تاجگردون در سال ۱۳۹۰ بار دیگر کاندید انتخابات مجلس نهم شد و این بار توانست به مجلس راه پیدا کند. وی در انتخابات دوره دهم مجلس شورای اسلامی نیز موفق شد با دریافت بیش از ۷۳ درصد از آرای شهرستان‌های باشت و گچساران، راهی مجلس شورای اسلامی شود. تاجگردون در انتخابات دوره یازدهم مجلس شورای اسلامی نیز شرکت کرد و موفق شد اکثریت آرا را به خود اختصاص دهد، ولی مجلس وقت اعتبارنامهٔ او را تأیید نکرد.

### مجلس یازدهم
روح‌الله نجابت (نماینده شیراز و زرقان)، علی اکبر کریمی (نماینده اراک)، علیرضا زاکانی (نماینده قم) و مالک شریعتی (نماینده تهران)به همراه ۵ نماینده دیگر مجلس یازدهم به اعتبارنامه غلامرضا تاجگردون نماینده گچساران در نامه‌ای به اعتبارنامهٔ تاجگردون اعتراض و وی را به رانت‌خواری متهم کرده‌اند. نمایندگان مجلس شورای اسلامی در جلسه علنی ۱۸ تیر ۱۳۹۹ با ۱۰۲ رای مخالف، ۱۲۸ رای موافق و ۲۱ رای ممتنع، از مجموع ۲۵۱ نماینده حاضر، با اعتبارنامهٔ تاجگردون مخالفت کردند. این رای‌گیری به صورت مخفی و با برگه صورت گرفت. پیش از اعلام رسمی نتایج آراء، تاجگردون صحن علنی مجلس را ترک کرد. به گفته محمدباقر قالیباف (رئیس مجلس یازدهم) در جلسه غیرعلنی، نمایندگان مخالف تاجگردون به مدت ۱۵ دقیقه به بیان نظرات خود دربارهٔ اعتبارنامه تاجگردون پرداختند و او هم به مدت ۳۰ دقیقه از خود دفاع کرد.

### مجلس دوازدهم
تاجگردون از حوزهٔ انتخابیه گچساران در انتخابات دوازدهمین دوره مجلس شورای اسلامی ثبت نام کرد. در ۱۴ دی ۱۴۰۲ اعلام شد که صلاحیت تاجگردون برای دوازدهمین دوره مجلس شورای اسلامی تأیید شده است. زهره الهیان و مالک شریعتی به تأیید صلاحیت تاجگردون اعتراض کردند. او با کسب ۴۱٫۱۶۷ رای معادل ۶۰٫۳۵ درصد آرا، منتخب حوزه انتخابیه گچساران و باشت در دوازدهمین دوره انتخابات مجلس شد.
در دهم خرداد نیز اعتبارنامه وی با درگیری فیزیکی نمایندگان مجلس همراه شد و بالاخره پذیرفته شد.

## اتهامات و اعتراضات

### اتهام فساد و سوء استفاده از قدرت
در سال ۱۳۹۸ تاجگردون که در آن زمان رئیس کمیسیون تلفیق مجلس بود به مخالفت با تصویب جلوی قانونی پرداخت که نرخ مالیات افراد ثروتمند را به ۳۵ درصد افزایش می‌داد. خبرگزاری‌های فارس و خبرآوران در آن زمان مدعی شدند که تاجگردون از آن جهت مخالف تصویب این قانون است که خود به عنوان شخصی متمول از تصویب این قانون ضرر می‌کند و خبرگزاری خبرآوران مخالفت تاجگردون را نمونهٔ بارزی از «تضاد منافع» توصیف کرد.
یک سال بعد در ۱۷ تیر ۱۳۹۹ صبا آذرپیک در توئیتر، تاجگردون را به فساد و سوء استفاده مالی از سمت‌های خود متهم کرد و اسنادی را در حساب توئیتر خود منتشر کرد. در چند ماه بعدی او به انتشار مدارک دیگری نیز پرداخت و در مصاحبه‌ها و در شبکه‌های اجتماعی به دفاع از ادعای خود پرداخت. این ادعا واکنش‌های بسیاری را در شبکه‌های اجتماعی و مطبوعات ایران برانگیخت و باعث شد اعتبارنامه نمایندگی او در مجلس تصویب نشود.
صبا آذرپیک هم اکنون به دلیل نشر اکاذیب و افترا، در حبس می باشد. 

### خویشاوندسالاری
یکی از اتهامات تاجگردون خویشاوندسالاری و تشکیل شبکه‌ای از روابط فامیلی است که توسط منتقدانش مطرح شده است و معتقدند او در قدرت گرفتن خویشاوندان و انتصاب آنها در پست‌های کلیدی نقش داشته است. از جملهٔ این خویشاوندان برادر او ساسان تاجگردون است که در دهه‌های ۱۳۸۰ و ۱۳۹۰ به مقامات مختلفی رسیده است از جمله معاونت سرمایه‌گذاری، حقوقی و امور مجلس وزارت گردشگر و سپس معاونان وزارتخانه و مدیرکل برنامه‌ریزی و بودجهٔ استانداری فارس (از سال ۱۳۸۶ تا ۱۳۹۲) سمتی که غلامرضا تاجگردون هم پیش از آن بر عهده داشت. ساسان تاجگردون دست داشتن برادرش در فعالیت‌های شغلی و سیاسی خود را تکذیب کرده است.
از دیگر خویشاوندان غلامرضا تاجگردون می‌توان از مهدی باشتی (خواهرزاده همسرش) نام برد که پس از رفتن تاج‌گردون به مجلس جای او را در هیئت مدیرهٔ شرکت سیمان هرمزگان گرفت و بعدها مدیرعامل این شرکت شد.
در سال ۱۳۹۸ محمد نبی محمدی (شوهر خواهر) به مدیرکلی امور مجلس سازمان بهزیستی کشور منصوب شد. وظیفهٔ محمدی در حکمش «ارتقاء سطح تعاملات» سازمان بهزیستی با نمایندگان مجلس و دریافت «مکاتبات، تذکرات و درخواست‌های نمایندگان» و انعکاس آنها به سازمان عنوان شده است.
در فهرست صبا آذرپیک نام‌های دیگری نیز آمده است که به ادعای او از رانت تاجگردون بهره می‌برند تا قراردادهای بزرگ دولتی را بگیرند. از آن جمله‌اند: بهادر تاجگردون، امیرسالار تاجگردون و خشایار تاجگردون (بستگان و اعضا و مدیرعامل شرکت خشایار بنای گنبد)، عادل امینی (شوهر خواهر)، فاخر امینی (برادر عادل امینی)، احسان امینی (خواهرزاده)، محمدنبی (اردوان) گوهرگانی، و برادران ظهیر امامی.
صبا آذرپیک در خرداد ۱۴۰۳ با حکم دادگاه برای نشر اکاذیب و افترا به دو سال حبس و جزای نقدی محکوم شد.

### رابطه با خانوادهٔ دلاویز
تاجگردون برادران دلاویز یعنی احسان، محسن و ساسان را در زمرهٔ دوستان خود به‌شمار می‌آورد. این خانواده مانند تاجگردون اهل گچساران هستند. احسان دلاویز که در زمان ریاست جمهوری محمد خاتمی مشاور او در امور جوانان بود در پروندهٔ اختلاس بانک سرمایه که در آن به قصد پولشویی چندین شرکت کاغذی را به نام چند راننده و کارگر ثبت کرده بود به ۱۰ سال حبس محکوم شد.
محسن دلاویز هم در دوران ریاست جمهوری محمود احمدی‌نژاد سخنگوی سازمان انرژی اتمی بود و سابقهٔ مدیریت در شرکت‌های نفت و گاز از جمله شرکت نفت پاسارگاد دارد. در جریان دادگاه اختلاس بانک سرمایه محسن دلاویز به تبانی با یکی از متهمان این پرونده محمد امامی شد.
ساسان دلاویز هم علاوه بر سمت داشتن در مجمع تشخیص مصلحت و شورای نگهبان مدتی هم فرماندار و رئیس شورای تأمین شهرستان طالقان بود.
ساسان دلاویز در انتخابات دوازدهمین دوره مجلس شورای اسلامی به عنوان نامزد مورد حمایت شورای ائتلاف اصولگرایان در گچساران به رقابت با تاجگردون پرداخت و شکست خورد و از راهیابی به مجلس بازماند.
ساسان دلاویز در تبلیغات انتخاباتی خود به تقابل جدی با تاجگردون پرداخت و بیان کرد که تاجگردون هیچ گونه نقشی در رشد او و خانواده‌اش نداشته است.

### استفاده از گروه‌های فشار و رسانه‌های وابسته به خود
تاجگردون متهم است به اینکه فضای عمومی در استان کهگیلویه و بویراحمد را در دست دارد. در اسفند ماه ۱۳۹۷ روزنامه ابتکار جنوب در مقاله‌ای ادعا کرد که تاجگردون با گروه‌های فشار و تیم‌های رسانه‌ای در ارتباط است که با هر کسی که با او مخالفت کند برخورد می‌کنند و او را تحت فشار قرار می‌دهند.
صبا آذرپیک نیز ادعا کرده است که پس از افشاگری‌هایش دربارهٔ تاجگردون تهدید جانی شده است.

### مدرک دکترا
تاجگردون مدرک دکتری مدیریت اقتصادی را در سال ۲۰۰۸ از مؤسسه گلوبال بیزنس، در شهر بروکسل، بلژیک اخذ کرده است، ولی نام این مؤسسه در فهرست دانشگاه‌های مورد تأیید وزارت علوم، تحقیقات و فناوری ایران قرار ندارد، لذا در سال‌های ۱۳۹۰ و ۱۳۹۴ وی با مدرک کارشناسی ارشد، برای انتخابات مجلس شورای اسلامی ثبت‌نام کرد.
بر پایه فهرست دانشگاه‌های مورد تأیید وزارت علوم، که توسط اداره کل امور دانشجویان این وزارتخانه منتشر می‌شود، مدرک اخذ شده از مؤسسه Global Business Academy غیرقابل بررسی و ارزشیابی است و این مؤسسه در ایران اعتبار ندارد.

### حقوق نجومی
تاجگردون بعد از رد اعتبارنامه اش در مجلس یازدهم و عدم راهیابی به آن، به عنوان یکی از اعضای هیئت مدیره بیمه سرمد منصوب شد. در تاریخ ۱۹ خرداد ۱۴۰۰ خبرگزاری فارس فیش حقوق نجومی تاجگردون را منتشر کرد. این فیش نشان می‌داد که تاجگردون در ماه‌های فروردین و اردیبهشت به ترتیب ۷۳ و ۸۵ میلیون در ماه دریافتی داشته است. تاجگردون در واکنش به این افشاگری طی نامه‌ای اعلام کرد استعفا نمی‌دهد، اما هیئت مدیره بیمه سرمد در تاریخ ۲۰ خرداد تاجگردون را برکنار کرد .

### نامه به احمدی‌نژاد
غلامرضا تاجگردون در اواخر فعالیت دولت دهم، در نامه‌ای خطاب به رئیس‌جمهور وقت، که در هفته‌نامه تجارت فردا منتشر گردید، از محمود احمدی‌نژاد خواست که گروهی متخصص را تعیین کرده، تا تصمیم چند ساله وی در انحلال سازمان مدیریت و برنامه‌ریزی را مورد بازنگری قرار دهند. در پایانِ نامه وی تصریح کرد: «اگر غیر از این عمل کنید، گله‌ای نیست، دیگری خواهد آمد و گره‌گشایی خواهد کرد و شما از این فرصت طلایی در تاریخ امور اجرایی کشور، بی‌نصیب خواهید ماند». در آن دوره، تاجگردون در مصاحبه‌ای به چگونگی احیای مجدد سازمان برنامه و بودجه پرداخت و در عین حال معتقد بود که باید روال سنتی این سازمان فراموش شود و به دنبال اجرای راه‌هایی برای مداوای اقتصاد کشور بود.

### افتخار به مباشر زادگی
غلامرضا تاجگردون نماینده گچساران و باشت در مجلس شورای اسلامی در یک نشست با مردم در روستای آرو گفته بود؛ من فرزند (کل ظفر) مباشر خان هستم. این گفته تاجگردون باعث واکنش یکی از نوادگان ملک منصورخان باشتی شد

 شاپور باشتی «نواده منصور خان باشتی»: 
اما روی سخنم با شماست که سال‌هاست با افتخار، مباشرزادگی خود را دستاویزی قرار داده‌اید تا با رجوع به گذشتهٔ ظاهراً درخشان گذشتگانتان اهمیت و بزرگی و اربابی خود را به خلق‌الله گوشزد کنید. در حالی که سال‌هاست که این داستان برای اهلش هم تمام شده است تا چه رسد به نا اهلانش! شما هر وقت در پاسخ گویی به مطالبات بر حق مردم شریف و نجیب منطقه کم می‌آورید از گذشته و خانوادهٔ ما مایه می‌گذارید و گروهی هم دانسته یا ندانسته تحت تأثیر احساسات خود قرار می‌گیرند و مغرضانه یا بی غرض نسبت به ما بی حرمتی می‌کنند. ما به مردم انقلابی و آرمان‌های آنان احترام می‌گذاریم و اساساً خود را جدای از آنان نمی‌دانیم اما معتقدیم که شما آگاهانه بازگشت به گذشته را دستاویزی قرار داده‌اید که زمینهٔ ایجاد تنش و اختلاف میان مردم منطقه را فراهم کنید تا از این آب گل آلود ماهی منظور خود را که چیزی جز قدرت طلبی به هر قیمت و با توسل به هر ابزاری است صید کنید؛ لذا این جانب به نمایندگی از طرف خانوادهٔ بزرگ باشتی و بستگان آنان در ایل‌های بزرگ باوی و بویراحمد و قشقایی و دیگر بزرگان، به شما تذکر می‌دهم که بیش از این بر طبل تو خالی مباشر زادگی خود نکوبید، موجب بی‌حرمتی به دیگران و اسباب زحمت مردم و ایجاد اختلاف و دشمنی در منطقه نشوید.

## جهت‌گیری‌های سیاسی
در جریان انتخابات سال نود و شش ریاست جمهوری ایران، تاجگردون طی سخنرانی در ستاد انتخاباتی حسن روحانی خطاب به سید ابراهیم رئیسی گفت: ما با روحانی به جهنم می‌رویم با شما (سید ابراهیم رئیسی) به بهشت نمی‌رویم. او در همایش تبلیغاتی روحانی در یاسوج خطاب به رئیسی که گفته بود برجام چک سفیدی است که پاس نمی‌شود، اظهار کرد: «شما مسیر بانک را بلد نیستی می‌خواهی بروی چک برجام را پاس کنی.»
اما تاجگردون بعدها نظر خود را عوض کرد و در اسفند ۱۳۹۹ طی نشست انتخاباتی حزب ندای ایرانیان در مورد عملکرد فراکسیون امید در مجلس دهم با اشاره به عضویت خود در این فراکسیون گفت: «فراکسیون امید از ابتدای شکل‌گیری مانند انتخابات قبلی و حمایت از روحانی، اشتباه کرد و این اشتباه موجب شد انتظاری که از فراکسیون وجود داشت برآورده نشود.»

## تالیفات
- کتاب الگوی بودجه‌ریزی غیرمتمرکز در کشورهای غیرفدرال
- مدیر مسئول مجله برنامه و بودجه سازمان مدیریت و برنامه‌ریزی (از ۱۳۸۳ تا ۱۳۸۴)

## نشان‌های دولتی
- نشان لیاقت و مدیریت درجه سوم (۱۳۸۴)[نیازمند منبع]